# Sikory-Piotrowięta
Sikory-Piotrowięta – wieś w Polsce położona w województwie podlaskim, w powiecie wysokomazowieckim, w gminie Kobylin-Borzymy.
Zaścianek szlachecki Piotrowięta należący do okolicy zaściankowej Sikory położony był w drugiej połowie XVII wieku w powiecie tykocińskim ziemi bielskiej województwa podlaskiego. W latach 1975–1998 miejscowość administracyjnie należała do województwa łomżyńskiego.
Wierni kościoła rzymskokatolickiego należą do parafii św. Stanisława Biskupa i Męczennika w Kobylinie-Borzymach.

## Historia
Według Zygmunta Glogera Sikory zostały założone w roku 1421 przez Macieja Sikorę, który posiadłość rozdzielił między synów. Od ich imion wzięły nazwę nowo założone wsie. W I Rzeczypospolitej Sikory należały do ziemi bielskiej.
W roku 1827 Sikory-Piotrowięta liczyły 10 domów i 57 mieszkańców. Pod koniec XIX w. Słownik geograficzny Królestwa Polskiego informuje: Sikory, okolica szlachecka w powiecie mazowieckim, gmina Piszczaty, parafia Kobylin.
W 1921 r. było tu 18 budynków z przeznaczeniem mieszkalnym oraz 116 mieszkańców (60 mężczyzn i 56 kobiet). Narodowość polską podało 115 osób, a 1 inną.